# Andrejus Zadneprovskis
Andrejus Zadneprovskis, född den 31 augusti 1974 i Kaliningrad, Ryssland, är en litauisk idrottare inom modern femkamp.
Han tog OS-silver i herrarnas moderna femkamp i samband med de olympiska tävlingarna i modern femkamp 2004 i Aten.
Han tog därefter OS-brons i samma gren i samband med de olympiska tävlingarna i modern femkamp 2008 i Peking.